# Населені пункти в Росії
Населені пункти в Росії — місця проживання мешканців в Росії. 

## Класифікація
Населені пункти в Росії поділяються на міські та сільські. Їх населення відноситься до міського та сільського відповідно.
Міськими населеними пунктами вважаються населені пункти, затверджені законодавчими актами як міста та селища міського типу (смт). Серед останніх виділяються робітничі, курортні та дачні селища. Також, як правило, до них відносяться селища закритих адміністративно-територіальних утворень (ЗАТУ).
Решта населених пунктів відносяться до сільських. Бувають винятки, наприклад, як в Чувашії та Тюменської області, де всі селища міського типу законодавчо віднесені до сільських населених пунктів при збереженні у них категорії смт, а Росстат їх населення враховує як сільське. Аналогічно з смт у створеній з порушенням міжнародного права та українського законодавства на окупованій території Автономної Республіки Крим Республіці Крим. Крім цього, в ряді суб'єктів ЗАТУ утворюють селища як сільські населені пункти, наприклад, селище Комаровський Оренбурзької області, населення якого Росстат також розглядає як сільське. У Новосибірської області робітничі селища рахуються як міські, але населення двох дачних селищ і одного курортного рахується як сільське.
Головним критерієм відмінності сільського населеного пункту від міського є те, що більшість економічно активного населення міського населеного пункту не зайнято в сільському господарстві. Тому окремі села та селища більші за міста.
Найбільшим селом в Росії є станиця Канівська у Краснодарському краї (44 386 мешканців), яка більша найменшого та наймолодшого міста Росії Іннополіса (866 мешканців) у 51 раз.
Згідно зі зводом правил «Містобудування. Планування і забудова міських і сільських поселень » (СП 42.13330.2016) від Мінрегіонрозвитку РФ, міські і сільські поселення (міські та сільські населені пункти) країни класифіковані, в тому числі міста із селищами міського типу таким чином:
- Найбільші — з населенням понад 1 млн осіб
- Дуже великі — від 250 тис. до 1 млн осіб (в тому числі підкатегорії від 250 тис. до 500 тис. та від 500 тис. до 1 млн осіб)
- Великі — від 100 тис. до 250 тис. осіб
- Середні — від 50 тис. до 100 тис. осіб
- Малі — до 50 тис. осіб (у тому числі підкатегорії до 10 тис., від 10 тис. до 20 тис. та від 20 тис. до 50 тис. осіб); також всі селища міського типу.

Сільські поселення (сільські населені пункти) відповідно класифікуються таким чином:
- Дуже великі — з населенням понад 3 тис. осіб (у тому числі підкатегорії від 3 тис. до 5 тис. та понад 5 тис. осіб)
- Великі — від 1 тис. до 3 тис. осіб
- Середні — від 200 до 1 тис. осіб
- Малі — менше 200 осіб (у тому числі підкатегорії менше 50 і від 50 до 200 осіб).

## Кількість населених пунктів
За підсумками всеросійського перепису населення 2002 року та всеросійського перепису населення 2010 року кількість населених пунктів Росії розподілилась таким чином:
| Тип населеного пункту                                 | Перепис 2002 р.  | Перепис 2010 р.  |
| ----------------------------------------------------- | ---------------- | ---------------- |
| Міські населені пункти, у тому числі                  | 2940             | 2386             |
| Міста                                                 | 1098             | 1100             |
| Селища міського типу                                  | 1842             | 1286             |
| Сільські населені пункти (у тому числі без населення) | 155 289 (13 086) | 153 124 (19 416) |

За час між переписами кількість міст та селищ міського типу зменшилася на 554 та в сумі становить (на 14 жовтня 2010 року) 2386 міських населених пунктів. Зменшення відбулося з таких причин: 413 селищ міського типу перетворені на сільські населені пункти, 127 — включені в межі інших міських населених пунктів, 14 — ліквідовані у зв'язку з виїздом мешканців. Кількість сільських населених пунктів зменшилась на 2164.
На 1 жовтня 2020 року згідно зі ЗКТМУ в Росії 155 649 населених пунктів.
936 з 1100 міст (85 %) становлять міста з чисельністю населення до 100 тисяч мешканців. В 15 містах мешкає більше 1 млн осіб, в 22 містах — від 0,5 до 1,0 млн осіб, в 36 містах — від 0,25 до 0,5 млн осіб, в 91 місті — від 0,1 до 0,25 млн осіб. У 12,7 % сільських населелених пунктів відсутнє постійне населення, а в 23,6 % — чисельність населення менше 10 осіб.

## Населені пункти в ЗКАТО та ЗКТМУ

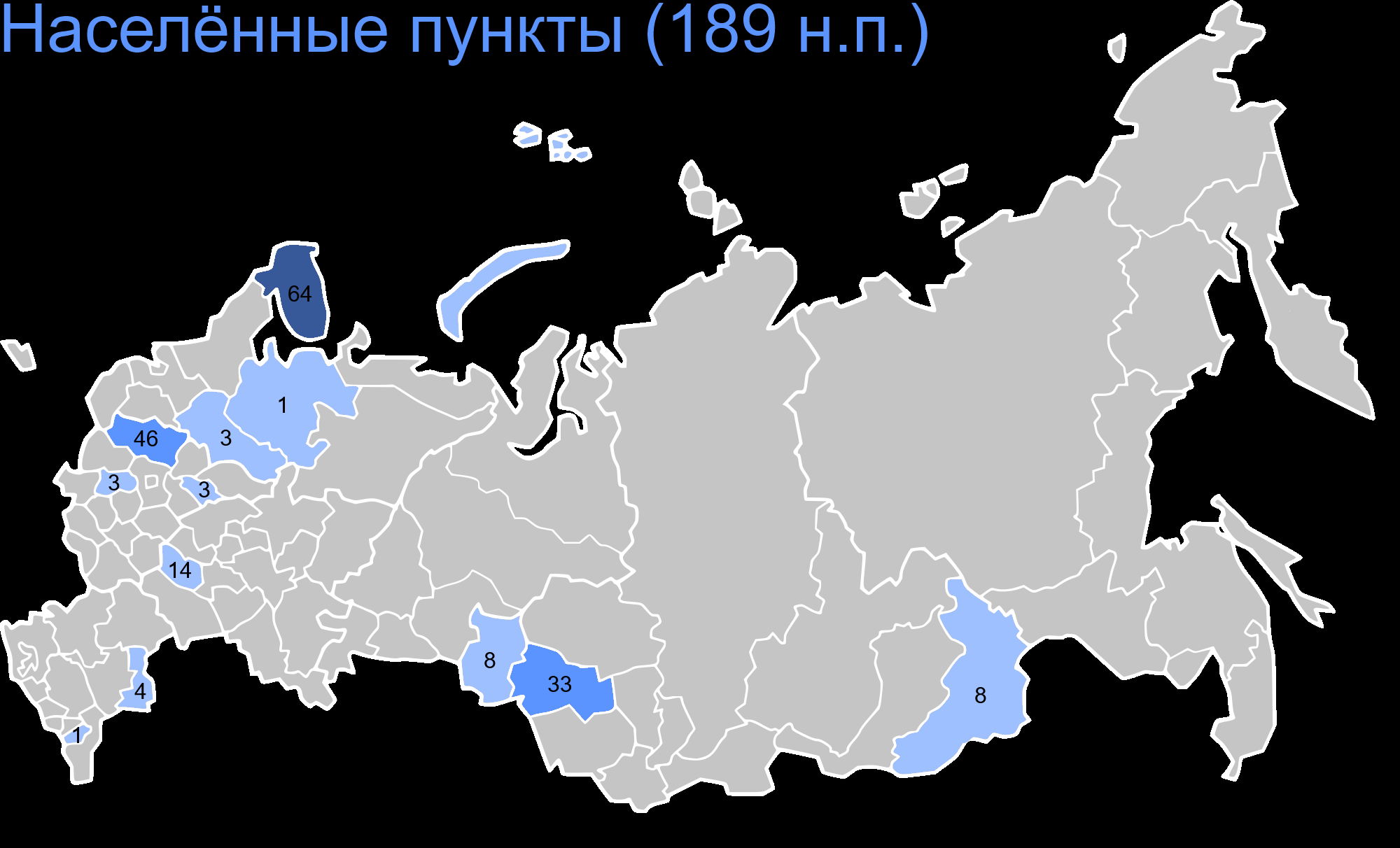
Кількість населених пунктів у Росії за суб'єктами

У Загальноросійському класифікаторі об'єктів адміністративно-територіального поділу (ЗКАТО) об'єктами класифікації є не тільки адміністративно-територіальні одиниці, а й населені пункти, зокрема: міста, селища міського типу та сільські населені пункти. Позначення «селище міського типу» поширюється на робітничі, курортні та дачні селища. До сільських населених пунктів відносяться селища сільського типу, хутори, кишлаки, аули тощо. У ЗКАТО прийняті такі скорочення, якими переважно виділяються типи населених пунктів:
- г. (рос. город) — місто;
- пгт (рос. посёлок городского типа) — селище міського типу;
- рп (рос. рабочий посёлок) — робітниче селище;
- кп (рос. курортный посёлок) — курортне селище;
- к. (рос. кишлак) — кишлак;
- дп (рос. дачный посёлок) — дачне селище;
- п. (рос. посёлок сельского типа) — селище сільського типу;
- нп (рос. населённый пункт) — населений пункт;
- п.ст. (рос. посёлок при станции) — станційне селище;
- ж/д ст. (рос. железнодорожная станция) — залізнична станція;
- ж/д будка (рос. железнодорожная будка) — залізнична будка;
- ж/д казарма (рос. железнодорожная казарма) — залізнична казарма;
- ж/д платформа (рос. железнодорожная платформа) — залізнична платформа;
- ж/д рзд (рос. железнодорожный разъезд) — залізничний роз'їзд;
- ж/д остановочный пункт (рос. железнодорожный остановочный пункт) — залізничний зупинний пункт;
- ж/д путевой пост (рос. железнодорожный путевой пост) — залізничний колійний пост;
- ж/д блокпост (рос. железнодорожный блокпост) — залізничний блокпост;
- с. (рос. село) — село;
- м. (рос. местечко) — містечко;
- д. (рос. деревня) — деревня;
- сл. (рос. слобода) — слобода;
- ст. (рос. станция) — станція;
- ст-ца (рос. станица) — станиця;
- х. (рос. хутор) — хутір;
- у. (рос. улус) — улус;
- рзд (рос. разъезд) — роз'їзд;
- клх (рос. колхоз) — колгосп;
- свх (рос. совхоз) — радгосп;

У Загальноросійському класифікаторі територій муніципальних утворень (ЗКТМУ), введеному паралельно з ЗКАТО, населені пункти кодуються в межах груп третього (нижнього) ступеня класифікації. 

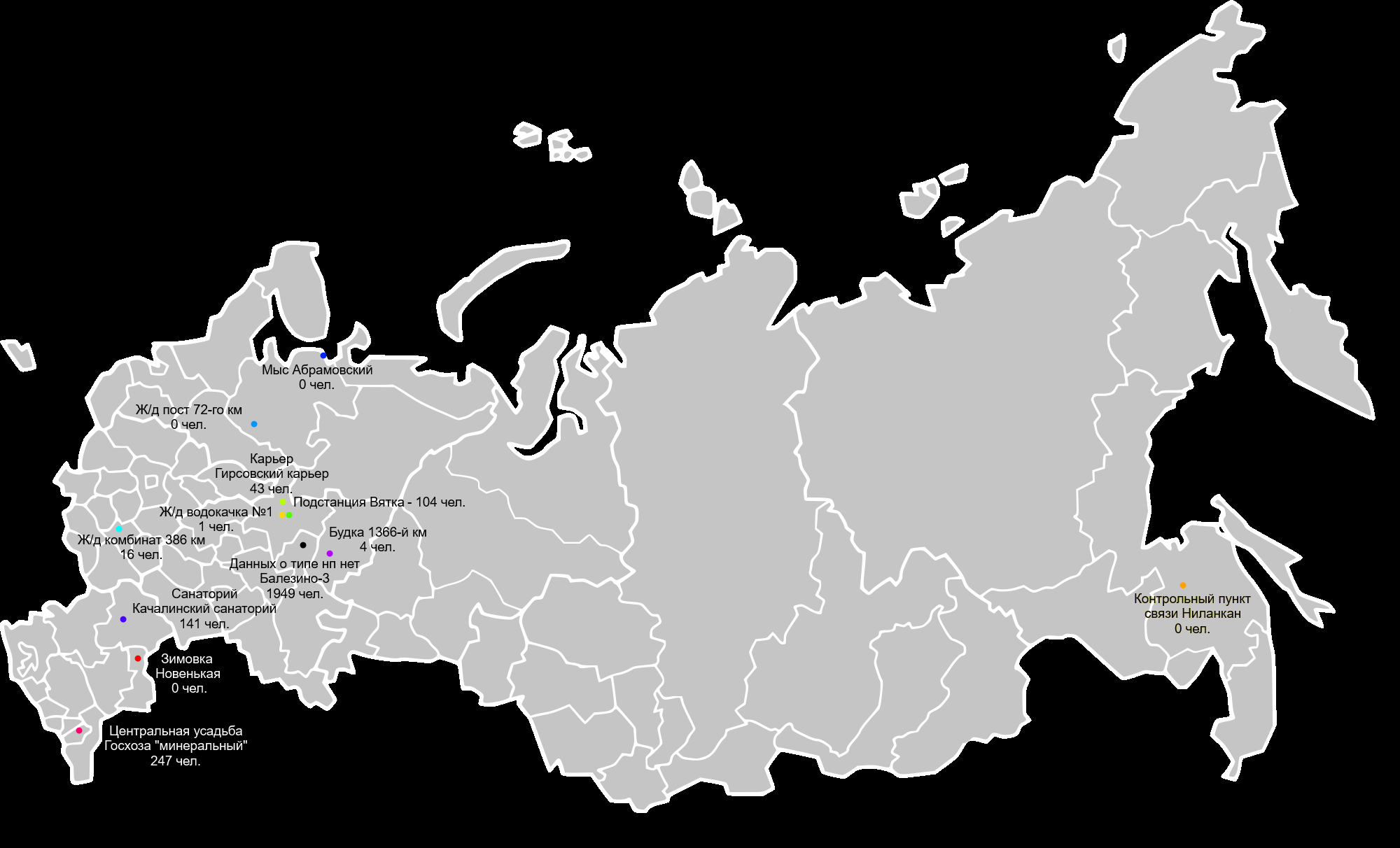
Населені пункти-винятки в Росії за суб'єктами РФ

У ЗКТМУ для найменувань типів населених пунктяв прийняті такі скорочення:
- г (рос. город) — місто;
- пгт (рос. поселок городского типа) — селище міського типу;
- рп (рос. рабочий поселок) — робітниче селище;
- кп (рос. курортный поселок) — робітниче селище;
- дп (рос. дачный поселок) — дачне селище;
- гп (рос. городской поселок) — міське селище;
- п (рос. поселок )— селище;
- к (рос. кишлак) — кишлак;
- нп (рос. населенный пункт) — населений пункт;
- п.ст (рос. поселок при станции) — станційне селище;
- п ж/д ст (рос. поселок при железнодорожной станции) — селище при залізничній станції;
- ж/д блокпост (рос. железнодорожный блокпост) — залізничний блокпост;
- ж/д будка (рос. железнодорожная будка) — залізнична будка;
- ж/д ветка (рос. железнодорожная ветка) — залізнична гілка;
- ж/д казарма (рос. железнодорожная казарма) — залізнична казарма;
- ж/д комбинат (рос. железнодорожный комбинат) — залізничний комбінат;
- ж/д платформа (рос. железнодорожная платформа) — залізнична платформа;
- ж/д площадка (рос. железнодорожная площадка) — залізничний майданчик;
- ж/д путевой пост (рос. железнодорожный путевой пост) — залізничний колійний пост;
- ж/д остановочный пункт (рос. железнодорожный остановочный пункт) — залізничний зупинний пункт;
- ж/д рзд (рос. железнодорожный разъезд) — залізничний роз'їзд;
- ж/д ст (рос. железнодорожная станция) — залізнична станція;
- м (рос. местечко) — містечко;
- д (рос. деревня) — деревня;
- с (рос. село) — село;
- сл (рос. слобода) — слобода;
- ст (рос. станция) — станція;
- ст-ца (рос. станица) — станиця;
- у (рос. улус) — улус;
- х (рос. хутор) — хутір;
- рзд (рос. разъезд) — роз'їзд;
- зим (рос. зимовье) — зимов'є.

Для інших типів населених пунктів в ЗКТМУ використовуються їх повні назви без скорочень.
Населений пункт та муніципальне утворення
У ході муніципальної реформи 2004—2009 років у Росії створені муніципальні утворення, відображені в ЗКТМУ в другому ступені класифікації (на першому — суб'єкти Російської Федерації). До складу муніципального утворення (міського та сільського поселення, а також міського округу, муніципального округу, муніципального району) можуть входити один або декілька населених пунктів (відображених на третьому ступеню класифікації ЗКТМУ). Винятками є міста федерального значення Москва, Санкт-Петербург та окупований Севастополь, які є одночасно окремими суб'єктами РФ та самі поділені на ряд внутрішньоміських муніципальних утворень. Таким чином, поняття муніципальне утворення та населений пункт не є тотожними.

## Топонімічна статистика
- Найдовшу назву в Росії носить Селище дослідного господарства центральної торфо-болотної дослідної станції.
- Найдовша назва без пробілів — Кременчуг-Константиновське.
- Найдовша однослівна назва у села Верхнєновокутлумбетьєво (23 літери).
- Найкоротші — дволітерні — назви у Росії мають 56 населених пунктів (найпоширеніша з них — Ям)[10].
- Найпоширеніша — Александровка (331 населений пункт)[10].
- У Росії сім населених пунктів[10], назви яких починаються на літеру «Й»: місто Йошкар-Ола, села Йошкар Ішем, Йошкар-Памаш, Йошкар Памаш, Йошкар Ушем, Йошкаренер (всі вони знаходяться в Республіці Марій Ел), село Йолдиз в Татарстані, а також село Йовлі в інгушетії. Назв на літеру «Ы» — 15, на «Ё» — 38.